# Johnson's Harbour
Johnson's Harbour is een nederzetting op de Falklandeilanden. Er wonen circa 50 personen, die vooral leven van de schapenteelt. 

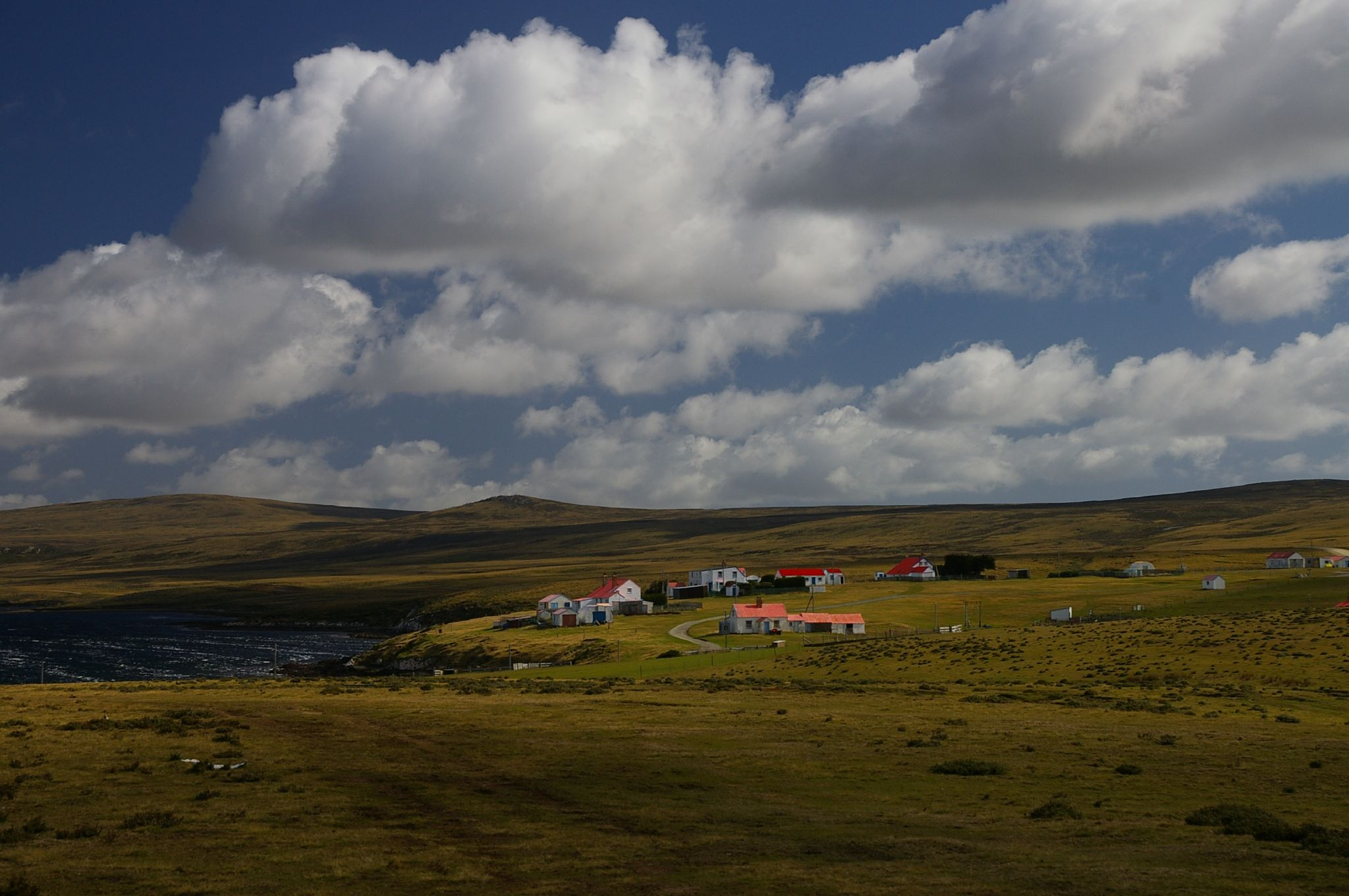
De nederzetting.